# Los sustitutos (serie de televisión)
Los sustitutos (The Replacements en su versión original) es una serie animada estadounidense creada por Dan Santat y producida por Jack Thomas (productor ejecutivo de la serie, quien fue escritor de algunos episodios de Los Padrinos Mágicos). Se emitía por Disney Channel.
Fue preestrenada en Estados Unidos el día 28 de julio de 2006 y estrenada oficialmente el día 8 de septiembre de 2006. En España fue estrenada el día 23 de febrero de 2007, y en Latinoamérica fue estrenada el 19 de marzo de 2007.
La serie se estrenó el día 9 de septiembre de 2006 por el bloque programático ABC Kids de la cadena ABC en Estados Unidos.
Se destaca por su lista de celebridades invitadas, incluyendo a la estrella de High School Musical Zac Efron, la estrella de Cory in the House Jason Dolley, la estrella de la saga Harry Potter Bonnie Wright, la estrella de Hannah Montana Miley Cyrus, la estrella de Sonny with a Chance Doug Brochu, Josh Duhamel, Gilbert Gottfried, Tim Gunn y Carson Palmer.

## Historia
La secuencia de apertura explica que los hermanos Todd y Riley, vivieron en lo que parecía ser un orfanato durante toda su vida, sin ninguna explicación de lo que les sucedió a sus padres biológicos. Mientras limpiaban los pisos, se toparon con un cómic de Fleemco. Ordenaron por correo un teléfono Fleemco (que les permite reemplazar a cualquier persona o animal que deseen) y en el proceso obtuvieron nuevos padres: una agente británica llamada Agent K y un temerario profesional llamado Dick Daring. Cuando Todd y Riley quieren reemplazar a alguien indeseable, llaman a Conrad Fleem en el teléfono Fleemco con un botón grande. Fleemco inmediatamente reemplaza a la persona con alguien a gusto de Todd y Riley. La serie sigue sus caóticas desventuras mientras usan Fleemco para intentar mejorar sus vidas en casi todas las situaciones problemáticas que enfrentan. En el último episodio se revela la identidad de Fleemco , en este Todd y Riley llegan a casa temprano de la escuela para descubrir que sus padres han sido reemplazados por dos padres "perfectos". Todd y Riley piensan que Conrad quiere obtenerlos, por lo que van con Tasumi, Shelton, Jacobo y C.A.R. a la sede de Fleemco para averiguar por qué. ¡Pronto descubren que el Doctor Scorpius ha secuestrado a Dick, K y Conrad y se ha hecho cargo de la empresa!.

## Reparto
| Personajes                      | Actor de voz      |
| ------------------------------- | ----------------- |
| Todd Bartholomew Daring         | Nancy Cartwright  |
| Riley Eugene Daring             | Grey DeLisle      |
| Richard Marion "Dick" Daring    | Daran Norris      |
| Karen Mildred "Agente K" Daring | Kath Soucie       |
| C.A.R.                          | David McCallum    |
| Conrad Fleem                    | Jeff Bennett      |
| Shelton Gunnar Klutzberry       | Jeff Bennett      |
| Director Cottler                | Jeff Bennett      |
| Tasumi                          | Lauren Tom        |
| Jacobo Jacobo                   | Candi Milo        |
| Abbey Willson                   | Erica Hubbard     |
| Johnny Hitswell                 | Dee Bradley Baker |
| Davey Hunkerhoff                | Zac Efron         |
| Buzz Winters                    | Grey DeLisle      |
| Sierra McCool                   | Tara Strong       |
| Celebrity Starr                 | Miley Cyrus       |
| Buck Spikes                     | John DiMaggio     |

## Personajes

### Principales
- Todd Bartholomew Daring (voz de Nancy Cartwright) - El hermano menor de Riley. Él es el flojo, problemático y egoísta de los hermanos, pero con buenas intenciones. Él y Riley son los hijos adoptivos de K y Dick Daring. Por lo general, usa el teléfono Fleemco para reemplazar personas con fines egoístas, pero necesarios. Él es el mejor amigo de Jacobo y Shelton. En un episodio, se revela que Todd tiene talento para cantar. Riley, K y Dick lo obligaron a unirse al coro de la escuela, junto con Shelton Klutzberry y los gemelos. A Todd le encantan las series de películas de Monkey Cop y la consola de videojuegos Gamecone (parodia de GameCube). Odia la escuela, el aprendizaje y la lectura, lo que lo obliga a reemplazar al bibliotecario en otro episodio, a pesar de eso ama su vida. Sus frases incluyen "No me juzgues" y "Dulce". En "Ratted Out" por primera vez, Todd canta el segundo verso a "My Rat Buddy" al final del episodio. En la segunda temporada, Todd todavía tiene sentimientos por Sierra después del vínculo de una sola vez entre los dos después de la parodia del club de Star Trek. En el episodio Tasumi Unmasked, Todd formó su propia banda de un solo hombre y batallas contra el cartero por su "Game Cone 4". Primera aparición: "Todd ataca". Última aparición: "Irremplazable".
- Riley Eugene Daring (voz de Grey DeLisle) - La hermana mayor de Todd. Ella es la hermana más amable, más cariñosa y confiable que disfruta de la escuela. Ella y Todd son los hijos adoptivos de K y Dick Daring. Ella generalmente usa el teléfono Fleemco para reemplazar adultos malos o injustos. Ella es una chica femenina y le gusta jugar béisbol, tocar el violín, caballos, ponis, Hornet Hive Scouts, dulces y casi cualquier forma de azúcar. En un momento, ella era parte del personal de Periodismo en la escuela. Ella está enamorada de Johnny Hitswell y se convirtieron en pareja en la temporada 2. Pero en "Heartbreak in the City", Johnny rompió con ella debido a su actitud de control. Ella dice que está por encima de él, a pesar de que muchas personas afirman lo contrario. Ella tiene un amigo imaginario unicornio llamado Rainbow Jumper. Ella obtiene un promedio de B en la escuela. Ella prefiere tocar el country fiddle / country rock en el violín. Riley es fan de Susie May, Dustin Dreamlake y J.J. Panadería. Riley puede ponerse celosa fácilmente cuando Todd hizo una fortuna con su "Gum Art" y ella no estaba con su Unicornio "Art". A Riley le encanta leer y la biblioteca. Riley tenía aparatos ortopédicos cuando era más joven. Riley también tiene una misión: lograr que Todd haga lo correcto y sea desinteresado. El azúcar hace a Riley hiper. En "The Spy Who Was not Riley", Riley prueba una de sus carreras soñadas como espía en vez de una lavadora de ventana que el test de Career Day y el exconsejero escolar Mr. Leslie le dijeron que era, y casi explota la Antártida cuando ella se escabulle en la misión de K para detener al Dr. Scorpius, pero al final Riley salva el día a pesar de que la misión de K es demasiado peligrosa. En "Ella trabaja duro para la película", nos enteramos de que Riley tiene una tía Debbie y su segundo nombre es Eugene. En "Ratted out", comenzó a cantar la primera canción de la serie titulada "My Rat Buddy". Primera aparición: "Todd ataca". Última aparición: "Irremplazable".
- Richard Marion "Dick" Daring (voz de Daran Norris) - Es el padre adoptivo temerario de los hermanos en todo el mundo. Es un artista semi-ex truco, y está trabajando constantemente en nuevos trucos. Su apariencia se asemeja a la de Evel Knievel. También es bastante inmaduro, y se lo ve teniendo un oso de peluche conocido como "Evel Bearnievel". Él piensa que C.A.R. es su mejor amigo, aunque C.A.R. no lo ve de esa manera. Dick le compró a Riley una mula llamada Prince Cinnamon Boots en lugar de un caballo como ella quería. Al igual que Todd, Dick no es inteligente en absoluto. En "The Spy Who Was not Riley" aprendemos que Dick tiene miedo de los payasos e intenta forzar a Todd a ser un especialista en lugar de un payaso de circo para su carrera. En "Ella trabaja duro para la película" nos enteramos de que Dick estaba en una película en la década de 1970. También escuchamos a Dick cantar su primera canción verdadera; "Montaje de entrenamiento espacial" en "Space family Daring". También se revela en un episodio que es mejor cocinero que K. Primera aparición: "Todd Strikes Out". Última aparición: "Irremplazable".
- Karen Mildred "K" Daring (voz de Kath Soucie) - El agente K se parece a Emma Peel. Ella es la madre adoptiva de los hermanos que es de ascendencia británica y es una super espía. La altura del agente K es 6'1 alto. Desde una perspectiva externa, puede parecer que no le importan sus hijos o su esposo, pero de hecho los ama con devoción, aunque puede expresarlo a través de una grabación o video. Si algo se hace injustamente, ella lo soluciona muy rápidamente. Ella es vista como una terrible cocinera. Su carrera como espía también la ha hecho sospechar de cualquier cosa que esté un poco fuera de lugar, hasta el punto de la paranoia. En el episodio Abra K Dabra !, se revela que tiene miedo escénico y que su segundo nombre es Mildred. Ella también tiene la costumbre de pensar que todas sus tareas son misiones secretas. Ella toca el violín clásico, lo que Riley odia y pone a Dick a dormir. K una vez tomó lecciones de karate del malvado Maestro Pho (Master Foe) para reventar su banda secreta de karate que robaba bancos. A pesar de que ella es tan lógica como C.A.R. (aunque menos sarcástica y violenta), parece preferir a Dick que a él. Aunque Dick y el Agente K son los padres adoptivos de reemplazo, todavía parecen estar muy enamorados y se preocupan por Riley y Todd como sus propios hijos. Su madre también es un agente secreto. Primera aparición: "Todd ataca". Última aparición: "Irremplazable".
- C.A.R.T.E.R. (voz de David McCallum) - C.A.R. es el automóvil familiar de alta tecnología con acento británico. Él puede hacer casi cualquier cosa, pero no siempre está dispuesto a hacer algo por la familia, especialmente no por Dick. A menudo llama a Dick un imbécil, pero a menudo le es indiferente. Él no desea dejar que Dick lo lleve, presumiblemente bajo la suposición de que los hábitos temerarios de Dick podrían hacer que arruine C.A.R.T.E.R. Él prefiere usar una maniobra llamada "La Opción de Oslo" para asustar a Dick, que consiste en C.A.R.T.E.R. sacando una gran hoja de sierra giratoria de su capucha. La familia generalmente se refiere a él simplemente como C.A.R. lo más probable es que sea una parodia de K.I.T.T de Knight Rider. C.A.R también se parece al Mach 5 de Speed Racer. En el episodio Tasumi Unmasked, C.A.R solía ser un jugador de la banda de un solo hombre cuando quería unirse a otros miembros de la banda de un solo hombre, pero fue expulsado por no ser perfecto. Destruyeron sus instrumentos. También en este episodio, tuvo una perilla, posiblemente real o no. La barba de chivo fue rasgada por los otros miembros de la banda de un solo hombre. Él es sarcástico, ingenioso y violento. Primera aparición: "Todd ataca". Última aparición: "Irremplazable".
- Conrad Fleem (voz de Jeff Bennett) - Conrad es el misterioso propietario de la compañía Fleemco. Él procesa las solicitudes de Todd y Riley cada vez que lo llaman. Él tiene un bigote muy largo. En el programa, su rostro nunca se muestra hasta el episodio "Irreplaceble", donde también se revela que su bigote es rojo y no negro. En un flashback suyo, parece que fue intimidado durante su infancia. Al final de la serie, se revela que Conrad es el tío perdido de Riley y Todd; La pista es cuando descubren que anhela el azúcar como Riley y dice: "¡No me juzguen!" Al igual que Todd, después de descubrir que Conrad les dice que abrirá el programa de reemplazo a otros niños, le pide a Riley y Todd que lo ayuden. Primera aparición: "Todd ataca". Última aparición: "Irremplazable".
- Tasumi (voz de Lauren Tom) - Ella es la mejor amiga de Riley, que es de origen japonés y está enamorada de Jacobo y lo besó revelado en un episodio. Hay indicios de que Tasumi está enamorada de Jacobo en "The Truth Hurts" cuando le pasa una nota en el salón de clases que le pregunta a Jacobo si le gustaba y se sintió abatido cuando firmó tal vez. Ella usa un traje de metal rosa que se asemeja a RoboCop. Pero durante la segunda temporada ya no usa su traje. Ella afirma que su familia es parte de un equipo de lucha contra el crimen. (parodia de Power Rangers / Super Sentai). Ella también tiene una lista de personas que odia. Riley está encendido o apagado. En el episodio "Best friends For-Never?" parece que Riley conoce a Tasumi en un armario de escobas cuando era nueva en la escuela y trató de llegar a la sala de clases, pero se perdió. Tasumi estaba en el armario de las escobas porque se partió la armadura y estaba avergonzada, pero Riley lo arregló con la cinta de identificación que su papá le hizo llevar. En el episodio "Tasumi Unmasked", se revela que Tasumi es en realidad una estrella pop japonesa. Se mudó a Pleasant Hills para escapar de la adoración constante de sus admiradores y vivir una vida tranquila, ya que Pleasant Hills fue elegida como la ciudad menos culturalmente consciente del mundo y creía que nadie allí la reconocería. Sin embargo, para asegurarse de que nadie la reconociera, vistió un disfraz de un anime popular y utilizó detalles de ese anime para obtener una nueva historia. Esa es la razón por la que siempre se refirió a cosas como pelear contra monstruos gigantes y demás, pero en realidad, nunca hizo nada de ese tipo. Cuando sus fanáticos se enteraron de esto, regresó a Japón durante 2 semanas para grabar un nuevo álbum hasta que Riley reemplazó a los miembros de su banda con orangutanes y sus nuevos miembros del orangután la expulsaron porque tiene pulgares (aunque los orangutanes sí tienen pulgares ) Regresó a Pleasant Hills con Riley y ya no usa su armadura, arrojándola a la basura. Debajo de su armadura, Tasumi tiene el pelo largo y negro y una cara bonita completa con un pequeño topo. Ella usa una peluca azul con su armadura. Ella también tiene un hermano llamado Roku. Primera aparición: "Todd ataca". Última aparición: "Irremplazable".

- Abbey Willson (voz de Erica Hubbard en la primera temporada, Tempestt Bledsoe en la segunda temporada) - Ella es la otra mejor amiga de Riley. A pesar de que odia a las chicas populares como Sierra, se la ve con ganas de ser parte de ellas tan mal, y tiene la costumbre de decirle a Sierra que es genial, a pesar de que no es su intención. También parece que sus padres son ricos. A veces puede ser hipócrita. Ella tiene una hermana pequeña llamada Tiffany que salió con Todd en el episodio "Li'l Tiff". Primera aparición : "Todd ataca". Última aparición: "A Tale of Two Rileys".
- Jacobo Jacobo (HA-CO-BO) (voz de Candi Milo) - El mejor amigo de Todd que es de ascendencia mexicana (aunque su camisa tiene los colores de la bandera de España). Él tiene una boca de aspecto divertido. Jacobo ama los libros de misterio y tiene un talento secreto para cantar. Él está enamorado del Agente K. Se parece a Fez de That '70s Show. Él siempre está tratando de ganarse los afectos del Agente K, incluso en el episodio, "irremplazable", cuando comenzó a salir con Tasumi. Primera aparición: "Todd ataca". Última aparición: "Irremplazable".
- Shelton Gunnar Klutzberry (voz de Jeff Bennett) - Shelton es el otro mejor amigo de Todd y el estereotipo nerd en la escuela. Le tiene miedo a las chicas, y una vez tuvo una relación con Celebrity Star. También tiene una novia imaginaria llamada Zelda (ya que una novia imaginaria es todo lo que puede manejar). A menudo piensa que es genial y llama a los otros nerds. Se pone muy musculoso y guapo cuando se quita las gafas, pero esto no le conviene porque no puede usar lentes de contacto, y tiene que tener anteojos pesados (lo que hace que parezca débil y escuálido). Siempre parece estar donde Todd y Riley estén. A veces solo quiere ser parte de un grupo popular. En un episodio, se ve que tiene una tortuga mascota gigante. En otro, él y toda su familia se revelan como judíos. Su voz y gestos son muy similares al personaje del famoso comediante Jerry Lewis de la película "The Nutty Professor". Cuando habla de características o acciones, los aclara diciendo "con el" y agregando una lista de adjetivos y efectos (etc.) "La victoria es mía ... con la ganancia, y el logro, y la frotación en la cara ! "). Cuando se lastima, usualmente dice "¡Hoigle!" Primera aparición: "Todd ataca". Última aparición: "Irremplazable".
- Buzz Winters (voz de Grey DeLisle): Buzz es un aspirante a matón y es el némesis de Todd. Por lo general, hace bromas cursis y luego se ríe de ellos diciendo "¡Bueno, zumbido!" y "¡Tengo que empezar a escribir esto!". Aunque normalmente es un matón en algunos episodios, han dejado de lado sus diferencias e incluso se han hecho amigos. En el fondo, Buzz está celoso de Todd y Riley porque su padre es más genial que su padre. Buzz solía tener al papá más genial del vecindario hasta que llegaron Todd y Riley. En más de una cuenta, Buzz ha sido confundido con un jabalí, aunque, en ambas ocasiones, esto fue por Dingo McGee, en "Field Trippin" y "Volcano Island". Él también tiene gusto por el pasto de garbanzo. Al igual que Todd, Buzz odia la escuela y tiene la costumbre de hacer trampa. Tiene muchos secretos, incluido su amor por el teatro, y lo que él llama sus dos únicas vergüenzas, pies pequeños y patinaje sobre hielo. Primera aparición: "Todd ataca". Última aparición: "Irremplazable".
- Donny Rottweiler (voz de Jess Harnell) - Donny es un matón profesional que es mucho más alto que Todd, pero todavía asiste a su escuela. Él es el mentor de Buzz y el otro némesis de Todd, es temido por su tamaño gigante. Primera aparición: "El guardia de inseguridad". Última aparición: "A Tale of Two Rileys". También fue mencionado en "Irreplaceable" por Shelton.
- Johnny Hitswell (voz de Dee Bradley Baker) - Él es el sujeto del afecto de Riley y su dulce corazón de secundaria. A pesar de que todas las chicas de la escuela lo dominan, él tiende a no prestarles atención la mayor parte del tiempo, a excepción de sus lecturas anuales de tarjetas del Día del Kumquat. Le gusta el baloncesto y el béisbol, y juega en el mismo equipo de béisbol como Todd y Riley. Es cierto que le gusta Riley, porque él le pidió una cita y luego la besó. Pero en la segunda temporada comienza a salir con Riley como novio y novia. En la segunda temporada, Johnny rompe con Riley por controlarla después de que ella lo siguió hasta Nueva York con Abby y Tasumi. Una vez dijo en un episodio posterior que ella podría estar sofocando mientras estaba en una conversación con sus amigos. Al final de la serie, él realmente admite que quiere volver a estar con Riley, pero dice esto mientras habla con su robot duplicado, y nunca se muestra si él y Riley vuelven a estar juntos. Primera aparición: "Todd ataca". Última aparición: "A Tale of Two Rileys".
- Sierra McCool (voz de Tara Strong) - Ella es la chica popular en la escuela, y es la némesis de Riley. Ella está constantemente compitiendo con Riley por los afectos de Johnny Hitswell. En la segunda temporada, cuando Riley y Johnny se convierten en pareja, su enamoramiento persiste, y su objetivo es dividirlos para que pueda ser la novia de Johnny. Ella tiene su propia pandilla (Jennifer y Claudia) y un enorme ego engreído. Se ve que tiene otro lado en el que, está encaprichada con una parodia de Star Trek mencionada, que a Todd también le gusta. Esto forja un vínculo entre los dos, que no dura mucho cuando ella se convierte en una animadora nuevamente. En el final de la serie se menciona que ella tiene su propio teléfono Fleemco. Ella tiene el pelo largo y negro en coletas. Primera aparición: "The Jerky Girls". Última aparición: "Toddbusters". Ella fue mencionada en "Irreplaceable".
- El Director Cutler (voz de Jeff Bennett) - Él es el principal Inuit de la Escuela Intermedia George Stapler. Como es de Alaska, permite ir a la escuela los días de mayor nevada hasta que Todd y Riley lo cambiaron una vez. También es muy barato y le importa el dinero a los estudiantes, la escuela y la facultad (ahorra dinero para unas vacaciones en Tahití). Primera aparición: "Skate Gate". Última aparición: "A Tale of Two Rileys".
- Prince Cinnamon Boots (voz de Daran Norris) - La mula de la familia The Daring. Originalmente fue entregado a Riley por su padre cuando ella solicitó un caballo de exhibición. PCB tiene muchos talentos, pero a menudo es olvidado por su familia después de que Dick dice: "Sigo pensando que estamos olvidando algo". Primera aparición: "The Majestic Horse". Última aparición: "Irremplazable".
- Shelly Klutzberry (voz de Candi Milo) - La hermana mayor de Shelton que tiene menos apariciones que su hermano. Ella se parece a su hermano pero no cambia de apariencia cuando le quitan las gafas. En "Late Night With Todd and Riley" la mencionan por primera vez como la hermana de Shelton y también nos enteramos de que ama a Dustin Dreamlake. Aunque nunca se mencionó, ella presumiblemente ya tenía su bat mitzvah. Primera aparición: "Best Friends Fornever?". Última aparición: "R2: A Tale of Two Rileys".

- Jennifer y Claudia (voz de Lauren Tom, Erica Hubbard y Tempestt Bledsoe) - Dos gemelas rubias que normalmente se ven con Sierra McCool. En el episodio, "The Inseguridad Guard" de la primera temporada, una mordaza común era que las dos chicas comenzaran a comentar sobre lo que llevan cuando Todd cae en un charco de barro junto a ellas, arruinándoles la ropa. Primera aparición: "The Jerky Girls". Última aparición: "A Tale of Two Rileys"

### Menores y recurrentes
- Phil Mygrave (voz de Rob Paulsen) - Coordinador de acrobacias de Dick y hermano y tío de Riley y Todd. Él no es muy bueno con las medidas, ya que no usa unidades de medida adecuadas, sino que simplemente "ajusta la cosa en el whatchimacallit un smidge". También se casó seis veces y tiene malos consejos para mantener una relación. Fue reemplazado dos veces por Riley. Primero cuando Riley sintió que su montaje de las acrobacias de Dick era poco profesional y peligroso, y casi arruina la carrera de Dick al hacer sus acrobacias demasiado seguras, y segundo cuando Riley trató de conseguir un mejor entrenador de amor, y casi terminó costándole a Dick su truco misterios. Su nombre es una obra de teatro sobre la frase "llenar mi tumba", en referencia a su montaje de mala calidad de acrobacias de Dick, un hecho notado por C.A.R.T.E.R. También aparece brevemente en "Recibió clases" y "Doble problema".
- Agente B (voz de Carolyn Seymour) - La madre del agente K y Todd y la abuela de Riley. Ella es la directora de la Real Academia de Espías. Parece que no se lleva bien con K antes del episodio "London Calling", pero en el episodio se reconcilian y B se convirtió en una amorosa abuela con Riley y Todd. Ella y su esposo también aparecieron en "All-Star Holiday Stunt Special de Dick Daring".
- Agente G (voz de Michael York) - El padre del agente K y Todd y el abuelo de Riley. Él es el inventor principal de la Royal Academy of Spies, y le dio unos geniales regalos a Todd y Riley en el episodio "London Calling". Asustó a Dick cuando vio los cinco clones del Agente G, alegando que a nadie le gustaría 5 suegros.
- Gordo Glideright (voz de Bruce Campbell): el rival de Dick. Él siempre está tratando de robar los secretos de acrobacias de Dick. Una vez tuvo a Phil Mygrave como su coordinador de dobles, y se lesionó a sí mismo. También trató de robar los secretos de acrobacias de Dick durante su tiempo como entrenador de amor de Dick. Primera aparición: "Jumping Mad". Última aparición: "Irremplazable".
- Dustin Dreamlake (voz de Jason Marsden) - Una parodia de Justin Timberlake. Ídolo de Riley Bailó en la 13.ª fiesta de cumpleaños de Riley / También en el Episodio especial de Navidad. Primera aparición: "El guardia de inseguridad". Última aparición: "A Tale of Two Rileys".
- Ace Palmero (voz de Dee Bradley Baker) - Reportero local de Pleasant Hills, siempre se refiere a sí mismo como "Yo, Ace Palmero". Una mordaza recurrente implica que solo se muestre su perfil en la TV con la cámara cambiando cada vez que se da vuelta para enfrentarlo. Primera aparición: "Skate Gate". Última aparición: "Truth or Daring".
- Dr. Hans Herkmer (voz de Jeff Bennett) - Un científico que trabaja para el programa espacial. Trabajó con Dick Daring para convertirse en piloto espacial en "Space Family Daring". También fue su coordinador de dobles de reemplazo en "Jumping Mad", y casi arruinó su carrera como doble haciendo todas las acrobacias de Dick demasiado seguras, y reemplazándolo con un mono. Primera aparición: "Jumping Mad". Última aparición: "Irremplazable".
- Amanda McMurphy (voz de Candi Milo): una investigadora investigadora contundente que ayudó a Riley con el periódico de la escuela. También obtuvo la historia de cómo la rata de Todd fue capaz de revertir el proceso de envejecimiento. Finalmente descubrió los teléfonos Fleemco de Riley y Todd y les pidió que la reemplazaran porque estaba cansada de trabajar para la Escuela Intermedia George Stapler. Primera aparición: "La verdad duele". Última aparición: "Irremplazable".
- Fabian Le'Tool (voz de Rob Paulsen): un peluquero profesional que le da a Riley un cambio de imagen completo para un baile. También prepara el cabello de Todd para una conferencia de prensa sobre Todd revierte el proceso de envejecimiento. Generalmente hay una mordaza que expone el hecho de que usa una peluca (incluso él mismo).
- Davey Hunkerhoff (voz de Zac Efron) - Un socorrista supercaliente (y una joven parodia de David Hasselhoff) que Riley solía poner celoso a Johnny Hitswell en el episodio "Davey Hunkerhoff" cuando se negaba a notarla. Sin embargo, él realmente tenía sentimientos por Riley, lo que inevitablemente llevó a complicaciones entre los dos.
- Skye Blossoms (voz de Tara Strong) - Un reemplazo común. Una hippie que no juzga a las personas y cree que las respuestas a todas sus preguntas son "lo que usted siente es la respuesta". Primera aparición: "Cheer Pressure". Última aparición: "Crushing Riley".
- El Sr. Vanderbosh (voz de Rob Paulsen) - El profesor severo de Riley que envió a Riley a la detención doble después de que accidentalmente se rasgó los pantalones, y luego le dio una detención cuádruple. También envió a Riley y Tasumi a la oficina de orientación en "Mejores amigos para nunca". Por lo general, es malo a veces. Primera aparición: "Quiet Riot!". Última aparición: "Toddbusters".
- The Kelpmans (voces de Chip Chinery y Mary Elizabeth McGlynn) - Los vecinos de al lado de los Darings. Una vez fueron reemplazados en Halloween por los Zupecks. Resultó que trabajaron en el desarrollo de helados que los hacían demasiado ocupados para preparar cualquier decoración de Halloween.
- Lady Lady (voz de Grey DeLisle): un luchador profesional que resolvió la disputa de Tasumi y Riley por Todd en "Best friends For-Never?". Ella se casó con el canadiense Knucklehead en "Serf's Up" antes de ser interrumpido por un grosero invitado "Abraslam Lincoln" por razones desconocidas. También apareció como uno de los secuaces del Dr. Scorpius en "Irreplaceable".
- Wrestler Announcer (voz de Jim Cummings) - Anuncia los combates de lucha desde el argumento del final de la amistad de Riley y Tasumi en "Best friends For-Never". Anunció el matrimonio de Lady Lady con Canadian Knucklehead en "Serf's Up".
- Celebrity Starr (voz de Miley Cyrus en la primera aparición, Jessica DiCicco en la segunda aparición) - Esta celebridad fue encontrada reemplazando a la novia imaginaria de Shelton, Zelda porque Shelton defendió a Riley cuando Sierra puso una nota de amor en el casillero de Riley diciendo que era de Shelton . Riley se sintió mal y reemplazó a Zelda con Celebrity, a quien le gustaban los nerds miopes. Se volvió tan molesta que Shelton rompió con ella. Incluso con eso, ella juró que nunca lo dejaría ir y le haría perder sus lentes haciéndolo un "bombón completo", que no era su gusto y ella rompió con él. En contra de todo lo que había murmurando, Shelton rompió con ella, lo cual hizo. Ella regresó para vengarse del joven nerd haciendo una película para deshumanizarlo. Terminó eligiendo a Todd con la esperanza de cortejarlo. Al final, Todd cambió su plan y protegió a su amigo. Ella en cambio hizo una película para burlarse de Todd. También apareció como uno de los secuaces de Scorpius en "Irreplaceable".
- Zephremiah y Silent Joe (voz de Dee Bradley Baker) - un par de gemelos que son amigos de Todd. Ambos estaban en el coro de chicos de Todd. Zephremiah aparentemente le gustan los deportes. Su hermano gemelo, Silent Joe, aparentemente es sensible y rara vez habla y se comunica gruñendo. Joe solo habla en "Boyz Roq" cuando él y su hermano discuten sobre cuál es el más sensible.
- Splatter Train: un personaje ficticio en una película de terror recurrente durante todo el espectáculo. Una de estas veces es cuando Todd tiene una fiesta de pijamas y muestra una película de terror con este personaje, (¡Creo que puedo, creo que puedo, salpicarte!), Y otra es en el flashback de Riley, donde estaba en una cita con Johnny Hitswell en el cine.
- Tiny Evil (voz de Jason Marsden): enemigo del agente K. Se lo menciona por primera vez en "Riley's Birthday" cuando el agente K convenció a Dustin Dreamlake de cantar en su fiesta diciéndole que necesitaba su ayuda para capturar "al espía ingeniosamente disfrazado conocido como Tiny Evil ". En realidad no se ve hasta un episodio mucho más tardío ("Fakin canadiense"), donde fingió ser un niño de Canadá para infiltrarse en la habitación secreta de armas del Agente K y usarlas contra ella, por orden del Dr. Scorpius.
- Doctor Skorpius (voz de Dave Wittenberg): archienemigo del agente K y el principal antagonista de la serie. "Doctor" no es su título, sino su primer nombre, como se muestra en la etiqueta de dirección de su revista "Window Washer Weekly" en "The Spy Who Was not Riley" (Sr. Doctor Skorpius, 1 Secret Mountaintop Way). Él tiene una barba de cola de escorpión y generalmente se ve tratando de dominar el mundo de alguna manera. También es conocido por hablar con un ceceo. En "The Spy Who Was not Riley", intentó destruir la Antártida con un cañón láser gigante. En otro episodio, se lo vio relajándose en una playa en la que Todd y Riley estaban en ese momento. En "The Rizzle", Todd descubre que necesita gafas, pero el agente K cree que ha sido infectado con "Dr. Scorpius 'Genetically Crafted Island Eye-Fog". Apareció en "The Spy Who Was not Riley", "Canadian Fakin '", "Glee by the Sea" e "Irreplaceable". Mencionado en "CindeRiley", "German Squirmin", "The Rizzle" y "Private Todd".
- Goober y T-Bone (con la voz de Dee Bradley Baker y Jess Harnell) - DJs de radio que son idolatrados por Todd. A lo largo del espectáculo, harán apariciones aleatorias en las que se organizarán concursos de radio, etc. Por lo general, estos concursos implicarán a Party Peacock de alguna manera. Fueron reemplazados por Buzz Winters en el episodio "Phone-less In Pleasant Hills" cuando encontró el teléfono Fleemco de Riley.
- Buck Spikes (voz de John Di Maggio): un duro entrenador de béisbol que reemplazó a Todd y al viejo entrenador de Riley, Pops. Spike sigue empujando a los niños hasta el límite, y cuando golpean, cruelmente los arroja a una jaula. Spikes no aparece hasta el final de la serie, "Insustituible", como uno de los secuaces del Dr. Scorpius.
- 'Puter Dude 13 (expresado por Jeff Bennett) - Un "recluso fresco y misterioso" (es realmente un nerd) que dirige el juego interactivo en línea, Fleemster. Solo lo vieron en un episodio donde conoció a Todd y Riley después de que Todd se obsesionó demasiado con Fleemster.
- Heather Hartley - La "Her Girl" para la revista Teen Swoon. Ella tiene un peinado escandaloso y generalmente lleva a su tortuga mascota con una correa. Según Tasumi, "ella estaba en la portada porque era famosa, pero era famosa por estar en la portada". De todos modos, Riley la reemplazó después de que finalmente se cansó de que todos en su escuela la emularan, solo para convertirse en la nueva Her Girl.
- Petrov (voz de Dee Bradley Baker) - Otro enemigo del Agente K. Ha aparecido en algunos episodios en donde usualmente se le opone el Agente K y rápidamente es aprehendido por ella.
- Dr. Clonemaster: otro rival más del Agente K. Solo se lo vio en el episodio "The Means Justify the Trend", en un flashback del Agente K. La causa de este flashback fue que Riley intentó confiarle a su madre que todos en su uniforme escolar se vestían como Heather Hartley (ver arriba ) Después de que Riley le contó sobre esto, teme que el malvado Dr. Clonemaster esté de acuerdo con sus viejos trucos otra vez, y de inmediato se marcha para luchar contra él.
- Dingo McGee (voz de Jeff Bennett y Carlos Alazraqui) - El reemplazo enviado por Fleemco cuando Todd se cansó de que un arqueólogo los tratara como bebés en una excursión en el episodio "Field Trippin". Es un explorador aventurero, por lo general imprudente, que toca el didgeridoo. También regresó en un episodio posterior donde fue presentador del popular programa de televisión, Volcano Island, en el que compitieron las familias de Buzz Winters, Shelton Klutzberry y Todd y Riley Daring. Él desciende de Australia.
- Robo Fleem SGX (voz de Diedrich Bader): un robot de seguridad gigante que reemplazó al incompetente guardia de seguridad de la escuela de Todd en "The Inseguridad Guard". Sin embargo, el robot se volvió loco e intentó destruir a Riley cuando ella intentó devolverlo a Fleemco. Este robot es la razón por la cual la Escuela Intermedia George Washington se convirtió en la Escuela Intermedia George Stapler, porque amenazaba con destruir a una maestra si no decía que Todd tenía razón, el George Stapler fue el primer presidente de los Estados Unidos. Su cabeza también hace cameo en la Escuela en los episodios "Ratted Out" y "She Works Hard for the Movies". Otro fue fabricado por el Dr. Scorpius en "irremplazable" para destruir a los amigos de Todd.
- Sra. Shusher (voces de Candi Milo y Tara Strong) - La bibliotecaria callada y feliz en la escuela secundaria George Stapler. Todd se cansó de que ella obligara a todos a guardar silencio, y más tarde la reemplazó con una bibliotecaria que era todo lo contrario de ella. Regresó más tarde en el episodio cuando su reemplazo fue devuelto por Todd y Riley.
- Gammazor, Mecha-Gammazor y Grammazor: todos los supuestos enemigos de Tasumi. Hay fotos de ellos en su "lista" cada vez que ella lo saca y amenaza con poner a Riley en ello. Ambos posiblemente descendieron Godzilla, Mecha-Godzilla, y como una mordaza corriente, Grammazor que solo apareció en el episodio Tasumi Unmasked.
- Garth el conserje (voz de Dee Bradley Baker) - el conserje de la escuela que constantemente está siendo reemplazado por Todd y (más a menudo) Riley cuando necesitan un reemplazo rápido. Garth no está muy entusiasmado con su trabajo y es extremadamente vago. Tampoco es muy brillante, pero parece saber que cada vez que molesta a los Darings, consigue ir a algún lugar agradable (por lo general). También es el líder de la escuela Smite Club y también fue uno de los secuaces del Doctor Scorpius en "Irreplaceable".
- Sr. Fragile (voz de J.P. Manoux) - un reemplazo que es muy frágil. Se molesta mucho cuando Buzz pronuncia su nombre "frágil" en lugar de "Frah heel leh". También se molesta cuando cree que Riley y Tasumi se están comportando como tontos para aprovecharse del maestro sustituto.

## Ubicaciones
- Pleasant Hills: un típico pueblo estadounidense donde se desarrolla el espectáculo.

- The Fun O 'Sphere: un lugar de reunión muy agradable y popular para niños como Todd y Jacobo. Cuenta con una sala de juegos y un patio de comidas internacional. Todd reemplazó a su maestro de alemán para poder ir allí en el episodio "German Squirmin". En otro episodio, Buzz apostó boletos para el premio Todd 100 Fun O 'Sphere si el papá de Todd podía vencer a su padre en el Septathalon de Pleasant Hills. Todd luego tiene una visión de él comprando un gigante T-Rex con sus boletos premio.

- Isla Volcano: un reality show extremadamente popular en el que las celebridades más populares (incluidas Heather Hartley, Ace Palmero, Dustin Dreamlake y Celebrity Star) luchan por la supervivencia. En un episodio posterior, las familias Winters, Klutzberry y Daring compitieron en Volcano Island en una edición familiar especial del espectáculo.

- Campamento Notalottadoe: un campamento con un bonito nombre autoexplicativo al que Todd y Riley acuden en la Temporada Dos del espectáculo. Riley es nombrado consejero de campamento y le otorgan poder sobre Todd, Shelton y Buzz, pero explota este poder y sale a pasar una noche con otros consejeros del campamento, una acción que lleva a los niños antes mencionados a perderse en el bosque.

- Obrich Gardens - El zoológico local en Pleasant Hills, que es despreciado por Riley, ya que está lleno de animales hacinados en jaulas extremadamente estrechas. Más tarde reemplaza a Hiram Smeck, un trabajador de este zoológico (que estaba muy mal pagado), lo que solo genera más problemas como resultado. Ella libera a todos los animales, y el resto del episodio se gastó en recuperarlos. Al final del episodio, fueron al hombre a cargo del zoológico, el Sr. Rottswillow, quien, después de algunos engatusamientos, aceptó dejar que los animales vagabundean libres en su campo de golf.

- The Royal Spy Academy: una escuela ubicada en Inglaterra donde las personas aprenden a ser espías. A esta escuela asistió el Agente K, y actualmente es dirigida por su madre, el Agente B. Todd y Riley se inscribieron secretamente en esta escuela cuando el padre de la Agente K tomó C.A.R. De vuelta a Londres con él en el episodio "London Calling". Más tarde tomaron parte en una persecución a alta velocidad para recuperar Spyclopedia de Clive, el reemplazo maligno de C.A.R., cuando fue sacado de la Royal Spy Academy.

- Fleemco - Una compañía fundada en 1989 por el Coronel Cadmus K. Fleem, actualmente dirigida por Conrad Fleem. Fleemco es conocida por sus numerosos productos de consumo, como FleemSol, Fleemer Steamer, OxiFleem Detergent, Fleem Brite Toothpaste, Fleem Dream Colchones, FleemPod, FleemDows Computers, Fleem Star Line, que opera el barco de vapor Fleemtanic y el suavizante de telas Fleemsoft. También es conocido por sus muchas empresas en línea, incluyendo Fleemster, Fleemsody, FleemBay y Fleembly. Sin embargo, la característica más distintiva de Fleemco es su capacidad para reemplazar a cualquier persona en cualquier momento, dependiendo de la preferencia de sus clientes, por supuesto. . Sin embargo, un cliente debe tener un teléfono celular FleemTel para poder acceder a este servicio Fleemco.

- Escuela Intermedia George Stapler - La escuela a la que asisten tanto Todd como Riley. Antes se llamaba George Washington Middle School, pero el nombre cambió en el episodio "The Inseguridad Guard" cuando Robo Fleem SGX de Todd intimidó a su maestro para que declarara que George Stapler era de hecho el primer presidente del nombre real de los Estados Unidos. de George Washington.

- Le Petit Formage - Un restaurante francés donde Riley acompañó a Johnny Hitswell en una cita. Los padres de Todd más tarde lo obligaron a reemplazar a los camareros estadounidenses allí con camareros reales de Francia, en un intento de hacer que la cita de Riley fuera absolutamente perfecta. Sin embargo, esto no resultó tan bien, ya que los camareros franceses nunca aparecieron, y Todd y sus padres tuvieron que disfrazarse como los camareros. El nombre del restaurante significa "el pequeño queso" en francés.

- Carlos & Ed's Tacos - Un restaurante de comida rápida que se ve por primera vez en "The Rizzle" cuando Todd se imagina a sí mismo con gafas. En su imaginación, el sol se refleja en sus gafas y derrite varias letras de este signo para que diga "Cerrado". Se lo vuelve a ver en "A Buzzwork Orange" en el flashback donde se encuentran Jacobo y Buzz.

- Taco Shack de Uncle Scorpion - Un restaurante en un país español. El Agente K viaja aquí ya que cree que esta es una guarida inteligentemente disfrazada del Dr. Scorpius.

- Pleasant Pop Popcorn - Otro restaurante en Pleasant Hills que Todd destruyó con la visión del calor que venía de sus lentes gigantescos (solo en su imaginación, por supuesto).

## Episodios
| Temporada | Temporada | Episodios | Estados Unidos      | Estados Unidos        | Latinoamérica       | Latinoamérica        | España   | España | Edición en DVD | Edición en DVD | Edición en DVD          |
| Temporada | Temporada | Episodios | Comienzo            | Final                 | Comienzo            | Final                | Comienzo | Final  | Volumen 1      | Volumen 2      | Paquete de la temporada |
| --------- | --------- | --------- | ------------------- | --------------------- | ------------------- | -------------------- | -------- | ------ | -------------- | -------------- | ----------------------- |
|           | 1         | 21        | 28 de julio de 2006 | 29 de octubre de 2007 | 19 de marzo de 2007 | 20 de agosto de 2008 | 2007     |        | —              | —              | —                       |
|           | 2         | 31        | 10 de marzo de 2008 | 30 de marzo de 2009   | 21 de julio de 2008 | 25 de abril de 2009  |          |        | —              | —              | —                       |

## Emisión
La serie se emitió originalmente desde el 28 de julio de 2006 hasta el 30 de marzo de 2009. Aunque la serie se emitió originalmente los sábados a las 8:00 p. m. EST, se movió a los lunes a las 5:00 p. m. EST. El espectáculo fue sacado completamente del aire el 27 de agosto de 2011 después de ser transmitido por última vez en ABC Kids antes de ser cancelado.
The Replacements se presentó en Disney Channel Reino Unido e Irlanda, Disney Channel en Estados Unidos, Disney Channel España y Disney Channel Latinoamérica.
La serie se estrenó en marzo del 2007 en Disney Channel Latinoamérica y se emitió constantemente hasta el año 2018 y después en Disney XD estreno en 5 de septiembre de 2021.
En 2019, la serie se estrenó en el servicio de streaming Disney+ el 12 de noviembre del 2019 y en Latinoamérica se estrenó en Disney+ el 17 de noviembre del 2020.